# Enviado (título)
Un enviado extraordinario y ministro plenipotenciario, normalmente conocido como ministro, era un jefe de misión diplomática que estaba clasificado por debajo de embajador. Una misión diplomática encabezada por un enviado se conocía como una legación más que como una embajada. Con arreglo al sistema de grados diplomáticos establecido por el Congreso de Viena (1815), un enviado era un diplomático de segunda clase que tenía facultades plenipotenciarias, es decir, plena autoridad para representar al gobierno. Sin embargo, los enviados no actuaban como representantes personales del jefe de Estado de su país. Hasta el siglo XX, la mayoría de las misiones diplomáticas eran legaciones encabezadas por diplomáticos con rango de enviados. Los embajadores sólo se intercambiaban entre grandes potencias, aliados cercanos y monarquías afines.
Después de la Segunda Guerra Mundial ya no se consideraba aceptable tratar a algunas naciones como inferiores a otras, dada la doctrina de las Naciones Unidas sobre la igualdad de los estados soberanos. El rango de enviado gradualmente se hizo obsoleto a medida que los países elevaban sus relaciones al rango de embajador. El rango de enviado todavía existía en 1961, cuando se firmó la Convención de Viena sobre Relaciones Diplomáticas, pero no sobrevivió a la década. Las últimas legaciones americanas que quedaban, en los países del Pacto de Varsovia, Bulgaria y Hungría, se convirtieron en embajadas en 1966.

## Otros usos del título

### En el lenguaje popular
En el lenguaje popular, un enviado puede significar un diplomático de cualquier rango. Además, el rango de enviado no debe confundirse con el cargo de Enviado Especial, que es un invento relativamente moderno, nombrado para un propósito específico y no para la diplomacia bilateral, y puede ser ocupado por una persona de cualquier rango diplomático o ninguno (aunque normalmente ocupado por un embajador).

### Reino de los Países Bajos
El ministro plenipotenciario (en neerlandés: gevolmachtigd minister) representa a los países caribeños Aruba, Curazao y San Martín en los Países Bajos, donde forman parte del Consejo de Ministros del Reino.